# L'Inconnu de Las Vegas (film, 1960)
Pour les articles homonymes, voir L'Inconnu de Las Vegas et Ocean's Eleven.
Pour plus de détails, voir Fiche technique et Distribution.
L'Inconnu de Las Vegas ou Onze hommes à minuit en Belgique (Ocean's 11) est un film américain réalisé par Lewis Milestone, sorti en 1960.

## Synopsis
Onze amis de longue date et vétérans de la Seconde Guerre mondiale dans la 82e division aéroportée, chacun avec ses particularités, décident de braquer ensemble cinq des plus grands casinos de Las Vegas (Hotel Sahara, Riviera, Desert Inn (en), The Sands (en), Hotel Flamingo). Leur plan est parfait, mais l'exécution est mouvementée.

## Fiche technique
- Titre français : L'Inconnu de Las Vegas
- Titre belge : Onze hommes à minuit
- Titre original : (ang)
- Réalisation : Lewis Milestone, assisté de Richard Lang (non crédité)
- Scénario : Harry Brown et Charles Lederer, d'après une histoire de George Clayton Johnson et Jack Golden Russell, avec la participation non créditée de Billy Wilder
- Photographie : William H. Daniels
- Montage : Philip W. Anderson
- Musique : Nelson Riddle
- Costumes : Howard Shoup
- Design du générique d'entrée : Saul Bass
- Production : Lewis Milestone
- Société de production : Warner Bros. Pictures
- Distribution : Warner Bros. Pictures
- Pays d'origine :  États-Unis
- Langue originale : anglais
- Genre : Comédie et thriller
- Durée : 122 minutes
- Dates de sortie[1] : 
  - États-Unis : 10 août 1960
  - France : 1er septembre 1961
- Affiche : Jean Mascii (France)

## Distribution
- Frank Sinatra (VF : Roger Rudel) : Danny Ocean
- Dean Martin (VF : Claude Bertrand) : Sam Harmon
- Sammy Davis Jr. (VF : Michel Roux) : Josh Howard
- Peter Lawford (VF : René Arrieu) : Jimmy Foster
- Angie Dickinson (VF : Nelly Benedetti) : Beatrice Ocean
- Richard Conte (VF : Serge Sauvion) : Anthony « Tony » Bergdorf
- Cesar Romero (VF : Lucien Bryonne) : Duke Santos
- Patrice Wymore (VF : Claire Guibert) : Adele Ekstrom
- Joey Bishop (VF : Marcel Bozzuffi) : Mushy O'Connors
- Akim Tamiroff (VF : Serge Nadaud) : Spyros Acebos
- Henry Silva (VF : Jean-Pierre Duclos) : Roger Corneal
- Ilka Chase (VF : Lita Recio) : Madame Restes
- Buddy Lester (VF : Jean-Henri Chambois) : Vincent Massler
- Richard Benedict (VF : Henry Djanik) : Curly Steffans
- Jean Willes (VF : Jacqueline Ferrière) : Mme Bergdorf
- Norman Fell : Peter Rheimer
- Clem Harvey : Louis Jackson
- Hank Henry : Mr. Kelly, le entrepreneur de pompes funèbres
- Lew Gallo : le rendez-vous amoureux de Adele
- Robert Foulk (VF : André Valmy) : le shérif
- Red Skelton (VF : Jacques Dynam) : lui-même
- George Raft (VF : Raymond Loyer) : Jack Strager, le propriétaire du casino

Acteurs non crédités :
- Murray Alper : un shérif-adjoint
- Donald Barry (VF : Albert Augier) : McCoy
- John George : le nain
- Hoot Gibson (VF : Albert Montigny) : le sergent de police âgé au barrage routier
- Shirley MacLaine : une femme saoule (caméo)
- Charles Meredith (VF : Maurice Dorléac) : M. Cohen
- Steve Pendleton : Major Taylor

## Production

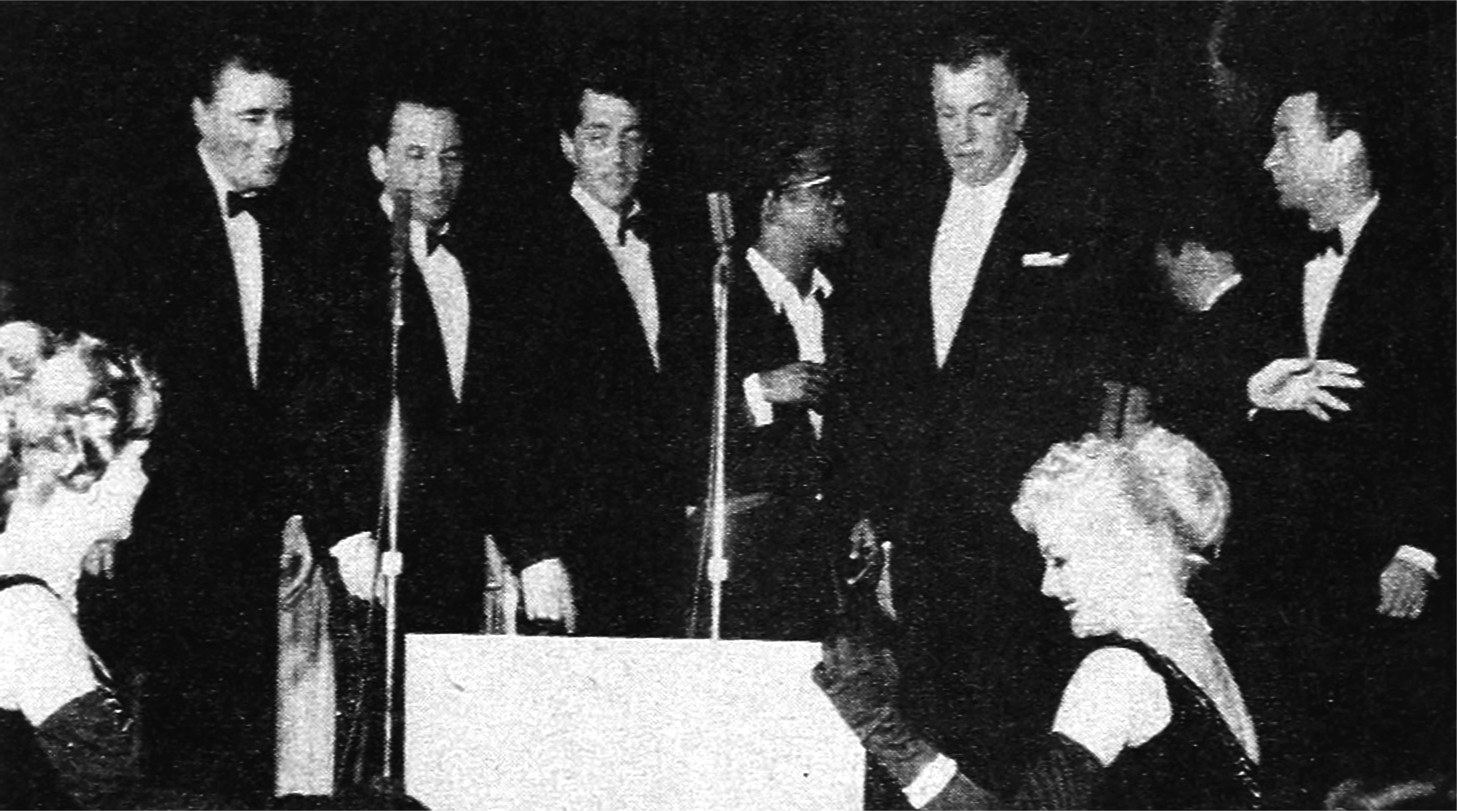
Le Rat Pack au Sands Hotel and Casino en 1960. De gauche à droite : Peter Lawford, Frank Sinatra, Dean Martin, Sammy Davis Jr., Jack Entratter et Joey Bishop.

### Attribution des rôles
Le film réunit de nombreux membres du Rat Pack, comme Frank Sinatra, Dean Martin et Sammy Davis Jr.

### Tournage
Le tournage a eu lieu à Las Vegas (le Riviera, Sands Hotel, Desert Inn, Sahara, Flamingo, etc.) et en Californie (Warner Bros. Studios, Beverly Hills, aéroport Bob-Hope).  Le tournage est vu par Frank Sinatra et ses compères comme l'occasion de faire la fête. Du 26 janvier au 16 février 1960, les membres du Rat Pack divertissent le public le soir, s'enivrent jusqu'à l'aube, bousculant les horaires de tournage, obligeant le réalisateur Lewis Milestone à modifier le planning prévu. Il ne peut dans ces conditions consacrer qu'une à deux heures par jour à la réalisation du film. Aussi, plusieurs scènes tournées dans les casinos entre une et cinq heures du matin montrent une assistance clairsemée.

### Succès
Sorti en première au Fremont Theater de Las Vegas, le film est un succès au box office, se classant dans les dix titres les plus vus de l'année.

## Remake
Au début des années 2000, Warner Bros. produit un remake du film : Ocean's Eleven (L'Inconnu de Las Vegas au Québec et au Nouveau-Brunswick) de Steven Soderbergh sort en 2001, avec notamment George Clooney et Brad Pitt. Il est à noter que Don Cheadle joue, dans le remake de 2001, un rôle similaire à celui de Sammy Davis Jr. dans l'original. Dans le téléfilm Les Rois de Las Vegas (The Rat Pack), Don Cheadle interprète le rôle de Sammy Davis Jr.
Ocean's Eleven version 2001 connaîtra deux suites : Ocean's Twelve (2004) et Ocean's Thirteen (2007), et en 2018 l'apparition d'un film avec d'autres protagonistes cette fois-ci féminins,  Ocean's 8 réalisé par Gary Ross, avec pour actrices principales Sandra Bullock, Cate Blanchett, Anne Hathaway, Helena Bonham Carter, Rihanna et Sarah Paulson.